# Ödland

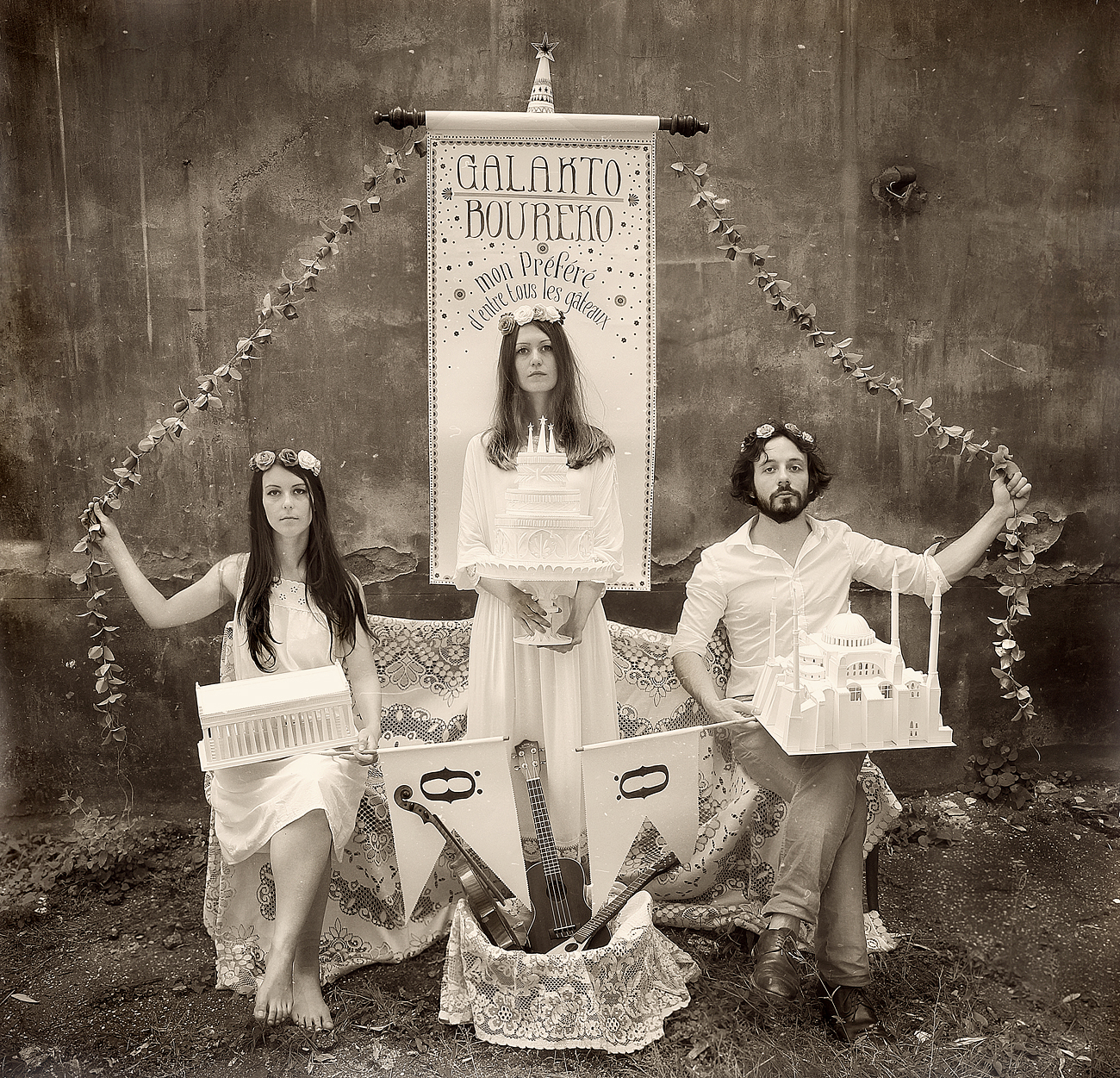
Ödland

Ödland es un grupo procedente de Lyon (Francia) compuesto por Lorenzo Papace, Alizée Bingöllü, Léa Bingöllü e Isabelle Royet-Journoud. Desde su creación en 2008, es en Lyon donde el grupo trabaja, crea y graba sus discos, y da la mayor parte de sus conciertos. 

## Historia
El grupo Ödland fue creado el 13 de diciembre del año 2008 por Lorenzo Papace, autor y compositor. Lorenzo contactó a Alizée Bingöllü, actriz, con quien usualmente trabajaba en ciertos cortometrajes. Alizée es la voz de Ödland.  Isabelle Royet-Journoud es fotógrafa, y tenía como deseo explorar nuevos territorios de creación. Ella toca el ukelele y crea cierto ambiente a partir del sonido de juguetes y otros pequeños accesorios. Léa Bingöllü es violinista, y se sintió inmediatamente atraída por el universo de Ödland. 
Ödland lanzó su primer EP The Caterpillar en abril del 2009. El buen recibimiento de esta primera realización underground impulsó al grupo a auto-producir su primer álbum Ottocento, lanzado el 1º de abril del año 2010. La expansión del grupo no encontró fronteras: este álbum fue distribuido y enviado por los mismos miembros con destinación a todos los continentes. En julio del 2010, Ödland organizó su propia gira europea, entre Londres, Liverpool, Manchester, Sheffield, Duisburg, Unna, Erfurt y París. El grupo trabaja actualmente en su segundo álbum Sankta Lucia, inspirado en el continente europeo y previsto su lanzamiento para el año 2011.

## Universo e inspiraciones
El grupo ubica sus inspiraciones en la música del siglo XIX, como el romanticismo, el neoclasicismo ruso o el ragtime. El universo musical de esta formación es tan rico, que resulta prácticamente imposible definirlo con un estilo particular o una etiqueta.
Ödland es un proyecto enteramente acústico. Busca un retorno a ciertos detalles antiguos dejados de lado muy rápidamente por la música actual. Los compositores que inspiran el grupo son, entre otros, Frédéric Chopin, Béla Bartók, Franz Liszt, Erik Satie, Maurice Ravel, Georges Bizet, así como numerosas músicas tradicionales de Europa. Los videos y fotografías forman un mundo único y coherente, sin edad. Reproducen en escena la misma calidad sonora que en las grabaciones, viajando con todos sus instrumentos y juguetes. 

### El País de las Maravillas
La Obra de Lewis Carroll está muy presente en el primer álbum Ottocento. Los títulos The Caterpillar, Drink me, The Queen of Hearts, The Well, De l'autre côté du miroir (A través del espejo) y Un thé chez les fous (Un té de locos) están directamente inspirados en la novela Las aventuras de Alicia en el País de las Maravillas. El grupo escribe sus letras esencialmente en francés, pero tiende a conservar el inglés para las canciones basadas en la novela de Lewis Carroll. Los videos The well y The Queen of Hearts realizados para este álbum rinden homenaje a este universo imaginario a la vez infantil e incoherente. 

### La Ciencia
La ciencia y las investigaciones del siglo XIX nutren fuertemente la imaginación de Ödland. De Vienne à Paris relata la invención del teléfono, Halogénures d'argent describe el procesamiento químico de la fotografía, Train habla sobre la muerte de William Huskisson, primera víctima oficial de un accidente ferroviario en la línea Liverpool-Manchester. Durante su gira 2010, además, el grupo ha superpuesto a su viaje una importante peregrinación en homenaje a William Huskisson, visitando su tumba en Liverpool, su lugar de muerte, la locomotora The Rocket que la provocó (en York), y finalmente la estatua de Huskisson, en Londres. 
La biología inspira también a Ödland. El disco Zoophyte aborda el sorprendente modo de vida de los cecidómidos (Cecidomyiidae) y el misterio de la Floración del bambú (en la canción La Floraison des bambous). Estos dos títulos son una referencia clara al trabajo del paleontólogo Stephen Jay Gould y a su libro Ever Since Darwin.
De estas inspiraciones científicas y técnicas, el grupo extrae como resultado una singular escritura poética. 

### Europa
La noción de identidad europea está muy presente en el trabajo de Ödland. Lorenzo es italiano, Alizée y Léa son turcas, y el grupo vive y trabaja en Lyon. Ödland es un nombre que significa desierto o baldío en alemán. Es extraído de un cuento escandinavo y, según los miembros del grupo, es propicio al sueño y el misterio. Gustan también de decir que estudian dominios de la música acústica que son actualmente similares a desiertos o campos sobre los cuales pueden hacer crecer su música. Ödland es también el nombre de un bosque sueco, ubicado cerca de Östersund. Lorenzo se encontró allí por azar durante un viaje, y atribuye una cualidad mística a los puntos comunes que relacionan el folklore sueco al universo visual del grupo. Los sombreros puntiagudos, la creación del grupo en el día de Santa Lucía o el ritual alrededor del pájaro gigantesco del video Les yeux de l'oiseau similar al símbolo de la ciudad de Kiruna, son, así también, elementos que relacionan a Escandinavia con la imagen de Ödland. 
Sankta Lucia, el segundo álbum de Ödland, es un auténtico viaje por Europa, desde las riveras de Grecia hasta los bosques de Laponia. Cada canción del álbum se inspira en la música tradicional de los países recorridos, como la Música de la Antigua Grecia en la canción La Grèce et moi y Thessaloniki, la música húngara en La joueuse de flûte y Ecseri Piac, el klezmer en Sextilis fugitif  y Une nuit dans un train serbe, la música italiana en Piccioni colorati y Santa Lucia, la música polaca en Warszawa y Trains possibles e incluso la música austriaca en ""Dummer Waltzer"".
Los países y la historia de Europa inspiran a Ödland en temas como la guerra, la religión, el nazismo, y los viajes en general. Las canciones se centran, a veces, en ciudades como Kiruna, Venecia, Sarajevo, Viena, Budapest, Atenas y Östersund.

## Independencia del grupo
Desde sus comienzos, Ödland funciona de manera totalmente independiente. Autónomos artística y financieramente, los integrantes del grupo imaginan y realizan todo ellos mismos: creaciones musicales, grabaciones de estudio, mastering, dirección artística, grafismos, videoclips y reportajes, producción, distribución de discos, comunicación, organización de conciertos y giras. Este funcionamiento permite al grupo mantener una identidad coherente en cada etapa de aquello que lo hace existir. Ödland se contacta también de manera directa con su público, como en 2011, cuando los fanes pudieron producir ellos mismos el álbum Sankta Lucia a través de la plataforma Ulule.
Ödland no mantiene una firma con ningún sello discográfico, sino que ha producido hasta el presente 4 discos de manera totalmente casera. El grupo puso su primer Ep The Caterpillar  en descarga gratuita durante un período de tiempo, e introduce siempre una gran importancia en la calidad visual de los objetos en venta.

## Discografía
The Caterpillar (2009)
1. The Caterpillar
2. Les yeux de l'oiseau
3. La chanson du parasite
4. Sur les murs de ma chambre
5. Mathilde Rossignol

Ottocento (2010)
1. The Caterpillar
2. La jalousie amoureuse
3. La chanson du parasite
4. Drink me
5. The Queen of Hearts
6. Les yeux de l’oiseau
7. De Vienne à Paris
8. De l’autre côté du miroir
9. Un thé chez les fous
10. Sur les murs de la chambre
11. Mathilde Rossignol
12. The well
13. Halogénures d’argent
14. Train
15. Mon capitaine

Zoophyte (2010)
1. Cecidomyiidae
2. La floraison des bambous

Sankta Lucia (2011)
1. L'enlèvement d'Europe
2. Thirty-one wanderings
3. Piccioni colorati
4. Dummer Waltzer
5. Une nuit dans un train serbe
6. Trottoirs vermoulus
7. La Grèce et Moi
8. Les dieux sont partis
9. Благ несрећа
10. Θεσσαλονίκη
11. La joueuse de flûte
12. Sextilis fugitif
13. Trains possibles
14. Ecseri Piac
15. Warszawa
16. Østersøen
17. Österstund
18. Kiruna
19. Santa Lucia

Galaktoboureko (2013)
1. Galaktoboureko
2. Ce soir je bois
3. Bouge ton Istanbul
4. Ménades et satyres
5. Orphelin
6. Un baiser dans la nuit
7. Gypsy
8. Le long du Bosphore
9. Ayışığımsın
10. Dans les faubourgs d'Athènes
11. Serait-ce un rêve ?